# Loxostege peruensis
Loxostege peruensis là một loài bướm đêm trong họ Crambidae.